# Sơn Hạ (nhạc sĩ)
Sơn Hạ (tên thật Lê Văn Hà) là một ca sĩ, nhà sáng tác ca khúc người Việt Nam. Anh là tác giả nhiều ca khúc trữ tình quê hương mang âm hưởng dân ca được khán giả trong và ngoài nước biết đến như "Anh Ba Khía", "Dây Đủng Đỉnh Buồn", "Bông Ô Môi".

## Sự nghiệp
Sơn Hạ tên thật là Lê Văn Hà, sinh năm 1978 trong gia đình có đông anh em tại Thành phố Hồ Chí Minh.
Do đam mê nghệ thuật từ nhỏ nên đã nối nghiệp cha, vốn là thầy đờn kiêm bầu gánh hát cải lương. Năm 14 tuổi đã đi học môn đánh trống. Sau đó làm nhạc công được 4 năm thì Sơn Hạ chuyển sang ca hát. Năm 18 tuổi, anh bước vào nghề viết nhạc, tự sáng tác hoặc viết lời Việt cho những ca khúc nước ngoài rồi trình diễn. Đến đầu năm 2006, ra mắt ca khúc hoàn chỉnh đầu tay là "Xin Hãy Quên Tôi" được ca sĩ Quang Vinh thể hiện.
Từ đó đến nay anh đã sáng tác nhiều ca khúc mang đậm âm hưởng dân ca được các ca sĩ nổi tiếng thể hiện như "Anh Ba Khía", "Dây Đủng Đỉnh Buồn", "Người Miền Tây", "Ngốc Ơi" (Đan Trường), "Bông Ô Môi" (Quang Lê & Hà Phương), "Cô Tư Bến Phà" (Cẩm Ly), "Không Đánh Mà Đau" (Dương Ngọc Thái)...
Một số ca khúc của anh được sử dụng làm nhạc phim truyền hình như:
- Ông Tơ Bà Nguyệt (2013)
- Duyên Nợ Miền Tây (2013)
- Vùng Hạ Chuyển Mình (2013)

Ngoài ra, một số chủ đề liveshow cũng sử dụng chủ đề nhạc anh.
- Cát Tuyền - Giọt nước mắt hai cuộc đời
- Lâm Chi Khanh - Trái tim không bình thường
- Ái Xuân - Khúc nhạc lòng không tên

Ngày 22 tháng 6 năm 2024, nhạc sĩ Sơn Hạ phát hành MV Chuồn Chuồn Mưa kể câu chuyện tình buồn khiến người nghe thổn thức. MV mang âm hưởng dân ca Nam bộ, mang đến những thước phim làng quê gần gũi, kết hợp cùng giai điệu sâu lắng.

## Album
Năm 2012, Sơn Hạ phát hành album Liên khúc Quê Hương gồm nhiều bài do chính anh sáng tác và thể hiện dưới dạng hoà âm phối khí Techno - Chachacha. Album được phát hành thông qua hệ thống bán lẻ của Trung tâm Làng Văn ở hải ngoại và iTunes, Amazon.com, Spotify.
| Năm  | Tên album                      | Trung tâm phát hành | Định dạng        |
| ---- | ------------------------------ | ------------------- | ---------------- |
| 2012 | Liên khúc Quê Hương (Sơn Hạ 1) | Làng Văn            | CD, Digital      |
| 2014 | Người Việt Nam                 | Lạc Hồng            | DVD, Digital     |
| 2015 | Liên khúc Sơn Hạ 2             | Lạc Hồng            | DVD, Digital     |
| 2016 | Liên khúc Sơn Hạ 3             | Lạc Hồng            | CD, DVD, Digital |
| 2017 | Liên khúc Sơn Hạ 4             | Lạc Hồng            | DVD, Digital     |

## Sáng tác
Danh sách này không đầy đủ, bạn cũng có thể giúp mở rộng danh sách.
- 52 câu chuyện tình
- Anh Ba Đò
- Anh Ba Gà
- Anh Ba Khía
- Ba đứa bạn nghèo
- Ba Khía giao duyên
- Bậu bình bát
- Bến sông buồn
- Bỏ lại sau lưng
- Bỏ quê
- Bông ô môi
- Bông so đũa trắng
- Bức họa đồng quê
- Cát bụi tình đời
- Cha tôi
- Chị hai
- Chuyện tình hoa lộc vừng
- Có duyên không nợ
- Cô gái miền Tây
- Cô Tư bến phà
- Công tử miền Tây
- Dây đủng đỉnh buồn
- Duyên con gái
- Duyên nợ miền Tây 1, 2
- Đám cưới hồng
- Đám cưới miền Tây
- Đánh lừa cảm giác
- Điệu buồn lục tỉnh
- Điệu dân ca buồn
- Điệu lý tình quê
- Đêm tạ từ
- Đợi con về
- Đồng Tháp quê tôi
- Đừng quay về dĩ vãng
- Gió quê
- Giọt nước mắt hai cuộc đời
- Hai bờ cách biệt
- Hai Lúa chung tình
- Hai Lúa miệt vườn
- Hát cùng đam mê
- Hành trang nước mắt
- Hoa dại trang nhật ký
- Hương sầu riêng
- Kentech hát cùng đam mê
- Kết thúc cuộc tình
- Khoai lang miệt vườn
- Khóc mẹ
- Không đánh mà đau
- Khúc trang sử quê hương
- Kỷ niệm tình tôi
- Lá thư xuân
- Li O Thái
- Long an Khúc hát trao duyên
- Lục bình tím
- Lục tỉnh miền Tây
- Màu hoa tan vỡ
- Mẹ
- Miền Trung quê hương tôi
- Một chiều hè
- Mùa nước nổi
- Mùa xuân không có mẹ
- Muôn thuở tình đau
- Ngại gì
- Nghề tôi tài xế
- Ngốc ơi
- Người dưng cách xa
- Người đi lấy chồng
- Người hai quê
- Người miền Tây
- Nhật ký mồ côi
- Nhậu
- Nhớ Cần Thơ
- Những nẻo đường ca hát
- Nước lũ miền Trung
- Nước mặn miền Tây
- Ốc đắng buồn ai
- Quê hương ngày tôi về
- Vợ chồng Tư Sậy
- Xuân xa xứ
- Trôi theo dòng đời
- Chuồn chuồn mưa